# Colegio Real y Mayor de San Martín
El Colegio Real de San Martín fue el principal colegio de laicos de los jesuitas en Lima en el Virreinato del Perú. Fundado en 1582, se le dio el nombre en homenaje al Virrey Martín Enríquez de Almansa, quien patrocinó su fundación. Aprobado en Madrid y Roma. Siguió las pautas de los colegios jesuitas de Alcalá y de Salamanca.
Sus alumnos no podían ser menores de 12 años ni mayores de 24. Había una minoría becada. Para ingresar al colegio había que saber leer y escribir, tener disposición para las letras y ser hijo legítimo de matrimonio. Los alumnos usaban bonete y manto de paño oscuro o buriel con becas coloradas como uniforme externo, dentro del colegio los alumnos usaban ropas pardas. Los alumnos estaban obligados a rezar el rosario todos los días, confesarse y comulgar mensualmente. Estaba prohibido decir mentiras, practicar costumbres "ruines" y juegos perjudiciales para la salud.
Se estudiaba Gramática, Latinidad y Artes. Cada ocho días uno de los colegiales sustentaba un ejercicio de carácter intelectual. Se dio mucha importancia al arte dramático y a la oratoria, los alumnos solían escenificar piezas de teatro en ocasiones de relevancia. 
Muchos de sus alumnos destacaron en diferentes círculos, entre ellos de acuerdo a Zoila Luz Sánchez López hubo: 9 arzobispos, 41 obispos, 3 predicadores de reyes, 44 varones eminentes de Santidad, 39 provinciales de órdenes religiosas, 9 Consejeros de Estado, 17 asesores de Virreyes, 40 rectores de la Pontificia y Real Universidad de San Marcos (actual Universidad Nacional Mayor de San Marcos), 139 catedráticos de la misma universidad, 136 oidores de la Real Audiencia de Lima, 108 escritores de toda materia, 71 alcaldes ordinarios de Lima, 36 rectores del Colegio Mayor de San Felipe y San Marcos, 16 rectores del Colegio Real de San Martín, un Académico de la Lengua Española, un Académico de la Real de San Fernando. Un consejero de Estado famoso fue Pablo de Olavide. El exalumno Pablo José de Arriaga fue Rector del Colegio por 24 años.
Sus instalaciones de un piso estaban en una calle vecina a la del Colegio Máximo de San Pablo de Lima, también de los jesuitas, ocupó una manzana, contó con 5 o 6 amplios patios, jardines, bellas fuentes y corredores, salas de clase, refectorio o comedor y oficinas. Varias capillas: de San Martín, de Nuestra Señora de Loreto, del Ángel de la Guarda, donde tenía su sede la Congregación de Menores de dieciocho años, en la enfermería la capilla de Santa Cecilia, y tenían una más pequeña de Santa María Magdalena donde se hacían los ejercicios espirituales.
Tras la expulsión de los jesuitas en 1767 fue regentado por clérigos antijesuitas, pero entró en rápida decadencia por lo que se le fusionó en 1770 con el Colegio Real de San Felipe y San Marcos dando paso al Convictorio de San Carlos que funcionó en el mismo local hasta 1787 hasta que se mudó al antiguo Noviciado de los Jesuitas de San Antonio Abad.

## Rectores
- Pablo José de Arriaga
- José de Aguilar

## Alumnos Destacados
- Melchor Malo de Molina y Aliaga
- Bernabé Cobo
- Francisco Ruiz Lozano
- Francisco del Castillo
- Joseph de Buendía
- Alonso Messia Bedoya
- Miguel Núñez de Sanabria
- Juan Bravo del Ribero y Correa
- Pablo de Olavide
- Juan de Alloza y Menacho